# Aphelaria tropica
Aphelaria tropica é uma espécie de fungo pertencente à família Aphelariaceae.